# Didești
Didești est une commune du județ de Teleorman en Roumanie.